# Supposed Former Infatuation Junkie
Supposed former infatuation junkie is een album van Alanis Morissette uit 1998.
Het album werd op 30 oktober 1998 in Europa uitgebracht door Maverick/Reprise, in de Verenigde Staten drie dagen later. De Australische versie heeft een extra nummer, een demoversie van Uninvited (3:04).

## Singles van dit album
- Thank u - nr. 7 in Nederland
- Joining you - tip in Nederland
- That I would be good - tip in Nederland
- Unsent
- So pure